# Stazione di Schmerikon
La stazione di Schmerikon (in tedesco Bahnhof Schmerikon) è una stazione ferroviaria a servizio dell'omonimo comune svizzero sulla ferrovia Rapperswil-Ziegelbrücke.

## Storia
La stazione fu attivata il 15 febbraio 1859, in occasione dell'apertura della linea Rapperswil-Ziegelbrücke.

## Strutture e impianti
La stazione dispone di 2 binari dotati di marciapiede per il servizio passeggeri. È dotata di una piccola sala d'attesa.

## Movimento
La fermata è servita da treni a cadenza semioraria sulla relazione Rapperswil - Ziegelbrücke o Sargans (linee S7 e S16 della rete celere di San Gallo).

## Servizi
Nella stazione sono presenti:
- Biglietteria automatica
- Sala d'attesa
- Supermercati

Inoltre, sono presenti parcheggi di interscambio per automobili e biciclette.

## Interscambi
- Fermata autobus (Schmerikon, Bahnhof)[3][6]
- Fermata traghetto (Schmerikon, sul lago di Zurigo)[7]